# محمود هارون
محمود هارون (اردو: محمود عبد اللہ ہارون؛ ۱۹۲۰ – ۶ نوامبر ۲۰۰۸) سیاست‌مدار بود. وی در سال ۱۹۸۸ وزیر دفاع پاکستان و از سال ۱۹۷۸ تا ۱۹۸۴ وزیر داخله پاکستان بوده‌است.